# Ренло (Північна Кароліна)
Ренло (англ. Ranlo) — місто (англ. town) в США, в окрузі Ґестон штату Північна Кароліна. Населення — 4511 особа (2020).

## Географія
Ренло розташоване за координатами 35°17′24″ пн. ш. 81°7′45″ зх. д. / 35.29000° пн. ш. 81.12917° зх. д. (35.289948, -81.129174).  За даними Бюро перепису населення США в 2010 році місто мало площу 4,44 км², з яких 4,44 км² — суходіл та 0,01 км² — водойми. В 2017 році площа становила 4,69 км², з яких 4,69 км² — суходіл та 0,01 км² — водойми.

## Демографія
Згідно з переписом 2010 року, у місті мешкали 3434 особи в 1263 домогосподарствах у складі 955 родин. Густота населення становила 773 особи/км².  Було 1369 помешкань (308/км²).
Расовий склад населення:
| - 75,1 % — білих - 15,9 % — чорних або афроамериканців - 1,8 % — азіатів - 0,8 % — корінних американців - 4,1 % — осіб інших рас |

До двох чи більше рас належало 2,3 %. Частка іспаномовних становила 7,3 % від усіх жителів.
За віковим діапазоном населення розподілялося таким чином: 26,2 % — особи молодші 18 років, 63,4 % — особи у віці 18—64 років, 10,4 % — особи у віці 65 років та старші. Медіана віку мешканця становила 34,9 року. На 100 осіб жіночої статі у місті припадало 95,3 чоловіків;  на 100 жінок у віці від 18 років та старших — 88,5 чоловіків також старших 18 років.
Середній дохід на одне домашнє господарство  становив 45 492 долари США (медіана — 37 963), а середній дохід на одну сім'ю — 53 401 долар (медіана — 48 125). Медіана доходів становила 34 107 доларів для чоловіків та 35 613 долари для жінок. За межею бідності перебувало 12,8 % осіб, у тому числі 6,8 % дітей у віці до 18 років та 8,2 % осіб у віці 65 років та старших.
Цивільне працевлаштоване населення становило 1524 особи. Основні галузі зайнятості: виробництво — 19,7 %, освіта, охорона здоров'я та соціальна допомога — 18,9 %, роздрібна торгівля — 14,3 %, науковці, спеціалісти, менеджери — 10,9 %.